# 子女、厨房、教堂
子女、厨房、教堂（德語：Kinder, Küche, Kirche，或称“3K”）是一句传统的德语口号，描述了德国传统价值观中保守的女性社会角色，即妇女应照顾并教育子女、处理家务并遵循教会的道德规范。
这句口号通常被认为出自威廉二世或其妻子奥古斯塔·维多莉亚。卡尔·弗里德里希·威廉·凡尔德在1870年出版的《德国谚语：德意志民族的宝库》一书中，收录了“虔诚妇女的4个K：教堂、客厅、厨房、子女”，他在书中记载这句话来自16世纪Johannes Mathesius对便西拉智訓的评论。
这句口号在纳粹德国时期亦被着力宣传。二战结束后随着女性主义的兴起，此句口号逐渐消失于公众话语中。